# الشيخ شبل
قرية الشيخ شبل هي إحدى القرى التابعة لمركز المراغة بمحافظة سوهاج في جمهورية مصر العربية. حسب إحصاءات سنة 2006، بلغ إجمالي السكان في الشيخ شبل 10300 نسمة، منهم 5181 رجل و5119 امرأة.